# Gauß-Gletscher
Der Gauß-Gletscher ist ein steiler Gletscher im ostantarktischen Viktorialand. Er fließt vom südwestlichen Ende des Hobbs Ridge an der Nordseite des Datum Peak nach Westen zum Blue Glacier.
Das New Zealand Geographic Board benannte ihn 1993 nach dem deutschen Mathematiker und Astronomen Carl Friedrich Gauß (1777–1855).